# T-Kid
Julius Cavero, conosciuto come T-KID o Terrible T-KID 170 (...), è un writer statunitense famoso nel Bronx, New York.

## Biografia

### Primi anni di vita
Il padre di T-Kid era un immigrato proveniente dal Perù, che ha lavorato in una fabbrica della GM nel New Jersey. Sua madre emigrò da Porto Rico nella metà del 1950.

### Graffiti
Ha iniziato nel 1970, taggando il nome "King 13" ogni volta che avrebbe vinto una sfida, eseguendo trick spericolati sulle altalene nei parchi locali. È stato, per breve tempo, membro di una crew chiamata The Bronx Enchanters dove ha imparato a dipingere i treni.
In seguito divenne presidente della TNB (The Nasty Boyz) e ex-presidente della TVS (The Vamp Squad), una delle più noti crew di New York. T-Kid è ancora attivo e le sue opere possono essere viste nel Bronx, così come in tutto il mondo. È anche membro della crew parigina MAC. È stato anche richiesto come narratore per il documentario Style Wars ma ha rifiutato.

## Comparsa in altri media
T-Kid è apparso nel videogioco Marc Eckō's Getting Up: Contents Under Pressure e anche nel libro The Terrible Nasty T-Kid 170 che racconta la vita dell'artista dall'infanzia ad oggi e raccoglie le sue opere più significative. È anche apparso nel documentario Bomb it diretto da Jon Reiss